# American Hot Rod
American Hot Rod fue un reality show que originalmente salió al aire entre los años 2004 y 2007 en The Learning Channel y Discovery Channel. La serie muestra a los empleados del taller de autos modificados de Boyd Coddington en su lucha por construir hot rods y autos a pedido. El programa fue filmado in situ en el taller de Boyd Coddington, en La Habra, California.   
Por las demandas de la televisión para estrenar un capítulo por semana, los autos eran construidos en simultáneo por distintos equipos en plazos exigentes, demandando muchas veces jornadas de trabajo extensas que incluían los fines de semana. Este ritmo de trabajo terminó fastidiando a muchos empleados, quienes renunciaron, en muchos casos, para terminar trabajando para la competencia.
La construcción en simultáneo queda evidenciada en muchas tomas amplias del taller, donde pueden verse otros autos en proceso de construcción que aún no han sido presentados en el show, como por ejemplo, en el primer capítulo "Auto chatarra parte 1" (Junkyard Dog Pt 1), puede verse en una toma amplia un Chevy Corvette Stingray en proceso de construcción, que resulta ser el Stingray modelo 63 presentado en la 2ª temporada.

## Protagonistas
- Boyd Coddington. Murió súbitamente el 27 de febrero de 2008 por complicaciones de una cirugía.
- Jo Coddington: esposa de Boyd. Ahora trabaja como vocera para Champion Brands, haciendo apariciones en distintos eventos del mundo automotor.
- Diane Coddington: contadora. Exesposa de Boyd. Apareció en las temporadas 1,2,3 y 4 antes de dejar el taller.
- Duane Mayer: encargado. Aparece en las cinco temporadas. Ahora tiene su propio taller, "American Hot Rods Inc."[1]
- Dan Sobieski. Aparece en las cinco temporadas. Ahora tiene su propio taller llamado "Poor Boys Hot Rod" en donde era el taller de carrocería de Boyd.[2]
- Lee Hayes: Chapista y asistente de Roy. Aparece en la temporada 2.
- Greg Morrell: chapista/pintor.
- Chad "Bluebear" Geary: aparece en la temporada 1, y fue despedido durante la construcción del Rat Rod.
- Bernt Karlsson: trabajó en West Coast Customs y ahora trabaja en "401k Club Hot Rod Shop" en Anaheim.
- Jimmy Pett: fabricante/ensamblador. Aparece en las temporadas 1,2,3.
- Chris Smith: fabricante/ensamblador. Aparece en la temporada 4.
- Justin Bergsto: chapista.
- Rafael Garcia: chapista. Ahora trabaja con Duane en "American Hot Rods Inc".[1]
- Robert Taylor: protagonista de "Motorcycle Mania 3" en Discovery Channel. Ahora es dueño de "Fast Fab and works" en La Habra.
- Charley Hutton: supervisor del taller de chapa y pintura. Se fue con Chip Foose. Apareció en Rides, Overhaulin' y ganó el premio Ridler. Ahora tiene su propio taller de chapa y pintura en Idaho.
- Andrew "Beetle Bailey" Petterson: chapista. Se fue con Charley Hutton para trabajar con Chip Foose.
- Scott Parker: aparece en las temporadas 3 y 4. Renunció para trabajar por su cuenta, pero terminó trabajando para Chip Foose.
- Mike Curtis: supervisor del taller de mecanizado. Fue despedido por trabajar para Chip Foose. Posteriormente apareció con Charley en Overhaulin':  ahora tiene su propia fábrica de ruedas en California.
- Roy Schmidt: chapista. Murió de cáncer de pulmón a los 64 años. Apareció en las temporadas 1,2,3.
- Thomas Loddby: originario de Suecia, renunció para comenzar un negocio de transportes (fletes), pero posteriormente volvió a trabajar con Boyd.
- Al Simon: chapista. Renunció durante la construcción del auto "Bud Light" y se volvió a ir durante la construcción del Corvette 59. Ahora tiene su propio negocio en Riverside, California.
- Chris Coddington: hijo de Boyd. Aparece brevemente en las temporadas 1,2,3 y 4 antes de renunciar para trabajar para "American Racing Inc."
- "Speedy" MacDonald: aparece brevemente en la temporada 4 antes de regresar a Connecticut.
- Jon Rockwell: chapista.
- Sean Dooley: chapista. Despedido durante la construcción del Ford Mustang 65.
- Jimmy Hudson: constructor. Aparece durante la construcción del "Woodie" 44 en la temporada 4.
- Brad Johnston: renunció durante la temporada 1. Fue recontratado y renunció durante la construcción del Impala 61 en la temporada 4.
- Liz Miles: acorde a su autobiografía, fue despedida debido a discrepancias con la esposa de Boyd, Jo.[3] Ahora es escritora freelance.
- Tony Piro: pasante. Aparece en la temporada 4 antes de ser echado.
- Jon Mayo: tornero. Aparece en la temporada 2 durante la construcción del Rat Rod.
- Kevin Christianson: tornero CNC. Aparece en las temporadas 4,5.
- Chris Campbell: chofer. Despedido durante la construcción del Hildebrant.
- Ben Vasquez: fabricante/ensamblador. Aparece durante la temporada 4.
- Ken Whitney: ensamblador. Aparece en la temporada 4 usualmente haciendo trabajos de cableado.

## Primera temporada: (2004)
| | "Auto chatarra" parte 1 (Junkyard Dog Pt 1) | 10 de enero de 2004   |
| En este episodio de American Hot Rod, Boyd Coddington y su equipo resucitan un Chevy 56 rescatado de un cementerio de autos. Pero transformarlo en un Hot Rod de calidad causa tensiones y rupturas entre los miembros del equipo, poniéndolos a prueba.                                               |                                             |                       |
| | "Auto chatarra" parte 2 (Junkyard Dog Pt 2) | 24 de enero de 2004   |
| El episodio Nº 2 de la serie encuentra al equipo lidiando contra los problemas de chapa propios de un auto traído de un cementerio de autos, para resucitarlo como un hot rod. |                                             |                       |
| | "Auto chatarra" parte 3 (Junkyard Dog Pt 3) | 6 de febrero de 2004  |
| El auto chatarra ha tomado forma. La carrocería está casi terminada y por primera vez parece que el equipo está adelantado. Charlie comienza el trabajo de pintura pero tiene que viajar por el fallecimiento de su padre. El equipo celebra el cumpleaños de Tommy con una fiesta en la casa de Boyd. |                                             |                       |
| | "Auto chatarra" parte 4 (Junkyard Dog Pt 4) | 13 de febrero de 2004 |
| El trabajo de pintura está terminado, la carrocería montada en el auto, y el auto va a la tapicería de Gabe. Gabe termina el auto anticipadamente y el auto regresa a lo de Boyd. Charlie vuelve justo para los toques finales.                                                                        |                                             |                       |
| | "Aluminiauto" (Alumatub) (5 Partes)         | 20 de febrero de 2004 |
| El equipo recurre a Marcel's Custom Metal para construir un hot rod de aluminio desde cero. |                                             |                       |
| | "32 Hi-Boy Roadster" (4 Partes)             | 27 de febrero de 2004 |
| Boyd revive una Coupe modelo 32 'the Coupester' como un ejercicio educacional para su equipo. |                                             |                       |

## Segunda temporada: (2004)
| | "Ford Mustang modelo 65" (3 Partes)            | 21 de abril de 2004 |
| El equipo reconstruye un Mustang 2+2 fastback rescatado de un granero. Boyd lo lombra "Crazy Horse" (Caballo loco). Este será un presente de cumpleaños para Nancy, la esposa de Scotty Gray. Los muchachos hacen de jueces en un concurso de bikinis en el bar Hooters. Dos nuevos empleados, Sean Dooley y Jimy "Tig" Krauss son despedidos durante la construcción.                                                               |                                                |                     |
| | "Rat Rod" (4 Partes)                           | 28 de abril de 2004 |
| Bluebear y Boyd hacen una apuesta para ver quien construye el mejor Rat Rod. Durante la construcción, Bluebear es despedido por rehusarse a seguir las instrucciones de Boyd para que reforzara el chasis por razones de seguridad. Mike Curtis y los otros miembros del equipo de Bluebear reviven la apuesta y construyen juntos un auto en 8 días (y 8 noches) para correr contra Boyd en una carrera hasta Louisville, Kentucky. |                                                |                     |
| | "Woodie modelo 42 " (3 Partes)                 | 11 de mayo de 2004  |
| El equipo reconstruye un Woodie modelo 42. Harto de los plazos ajustados, Charley renuncia para unirse a Chip Foose. Boyd ve esto como una traición imperdonable. |                                                |                     |
| | "Chevy Corvette Stingray modelo 63" (3 Partes) | 18 de mayo de 2004  |
| El cliente Sean Dove le pide a Boyd la construcción de un Stingray que sirva como auto de calle, auto de exposición y auto de carreras. Sin nadie a la cabeza del taller de carrocería, Duane debe supervisar los dos talleres mientras Boyd pinta el auto el mismo. Lee se une al equipo como asistente de Roy. |                                                |                     |
| | "Auto Bud Light" (3 Partes)                    | 25 de mayo de 2004  |
| Boyd construye un auto para la cervecería Budweiser, para el lanzamiento de la nueva Bud Light. El convierte una Coupe 36 en un Roadster. Bernt Karlsson se une al equipo como encargado del taller de carrocería. Al renuncia para perseguir sus propios proyectos. |                                                |                     |
| | "Auto Hildebrandt" (3 Partes)                  | 15 de junio de 2004 |
| Vern Hildebrandt le pide a Boyd restaurar el auto de su padre Dennis "la amenaza" Hildebrandt, un Roadster 34, para que vuelva a sus tiempos de gloria en 1954. Mike Curtis es designado director del proyecto. |                                                |                     |
| | "Chevy 59 Low Rider" (4 Partes)                | 22 de junio de 2004 |
| Boyd compra un Chevrolet Impala Bel Air 1959 y encarga al equipo a transformarlo en un speedster estilo California, con una motocicleta haciendo juego. Mike es despedido durante la construcción. |                                                |                     |

## Tercera temporada: (2005)
| | "Auto Make-A-Wish" (3 Partes) | 31 de octubre de 2005 |
| El equipo de Boyd construye el “MaxHEMI”, un street rod diseñado por Max Cohen, de 17 años, quien estaba librando una batalla contra la leucemia. El auto está basado en el casco de un Dodge Polara 1963 con un motor 472 CID Hemi. Durante la construcción, Duane se hace un tatuaje dedicado a Max. Thomas toma parte en una carrera en Monterey en un auto sin motor construido en sus tiempos libres. Thomas renuncia para concentrarse en su negocio de transporte. Después del programa, el auto fue vendido por $500,000 en una subasta de caridad. |                               |                       |

En Latinoamérica, solo fueron presentadas las tres primeras temporadas, existiendo dos temporadas más.
En el segundo capítulo de la cuarta temporada, se anuncia que Roy ha fallecido, siendo dedicado parte del capítulo a recordarlo.
El último capítulo fue emitido en EE. UU. el 14 de septiembre de 2007.
Tras la muerte de Boyd Coddington (ocurrida en febrero de 2008), el negocio cerró definitivamente sus puertas. La esposa de Boyd, Jo, continúa realizando presentaciones como vocera del mundo automotor. Algunos empleados, como Duane Mayer y Dan Sobieski, continuaron fabricando hot rods por su cuenta, este último en el que solía ser el taller de carrocería de Boyd.